# Prinia socialis
Prinia socialis é uma espécie de ave passeriforme da família Cisticolidae. O seu habitat é o subcontinente indiano, estendendo-se até ao Butão, Sri Lanka, Bangladesh e ao oeste  da Birmânia. É um pássaro comum em jardins urbanos e terras de cultivo em muitas partes da Índia e o seu tamanho pequeno, cores distintas e cauda vertical tornam esta espécie fácil de identificar.

## Descrição

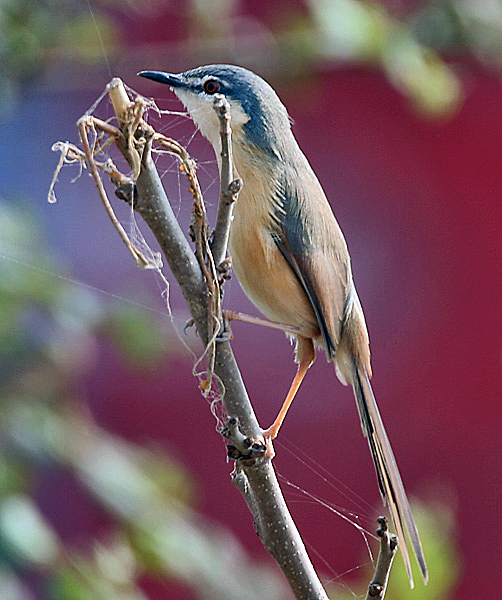
P. s. stewartii com lista superciliar visível (Haryana, Índia)

Mede entre 13 e 14 cm de comprimento, tem as asas curtas e arredondadas e a cauda longa de cor creme tendo nas pontas manchas negras subterminais. Costuma manter a cauda em posição vertical e utiliza as suas fortes patas para trepar e saltar quando no solo. Tem bico curto de cor negra. A coroa é de cor acinzentada e as partes inferiores são acastanhadas ou avermelhadas na maioria das plumagens. Com a plumagem reprodutiva, os adultos da população do norte são de cor cinzenta na parte inferior, com a coroa negra, as bochechas sem lista supraciliar e as asas avermelhadas. Na época não reprodutiva, esta população tem uma lista supraciliar curta e estreita de cor branca e a cauda é mais larga. Encontram-se sozinhos ou em pares em arbustos e, frequentemente, visitam o solo.
No inverno, a subespécie do norte,  P. s. stewartii, tem las partes superiores castanho quente, a cauda mais longa e apresenta variações da plumagem entre estações. As outras populações conservam a plumagem de verão durante todo o ano. Em Bengala Ocidental e para leste a subespécie inglisi é mais escura em cima e mais roliça nos flancos com o bico mais fino e curto que a raça nominal da península. A subespécie é endémica do Sri Lanka,  P. s. brevicauda, além de uma canto distinto, tem a cauda mais corta e os juvenis têm as partes inferiores amareladas.

## Distribuição e habitat
Habita em campos secos, bosques abertos, matos e hortas caseiros em muitas cidades. Os limites setentrionais das espécies ficam ao longo do sopé dos Himalaias, estendendo-se para o sistema do rio Indo superior. A espécie está ausente da zona desértica seca do oeste da Índia e estende-se para leste até à Birmânia. A população do Sri Lanka encontra-se principalmente em terras baixas, mas subindo a colinas até 1600 m.

## Comportamento e ecologia
Tal como a maioria dos cisticólidos, a Prinia socialis é insetívora. O canto é um repetitivo tchup, tchup, tchup ou zeet-zeet-zeet. Outra chamada é um nasal tee-tee-tee. Também faz um som parecido como "chispas elétricas" durante o voo, que se pensa serem produzidas pelas asas (no entanto, um autor sugere que é feito com o bico).
O género não-migratório Prinia apresenta uma muda semestral que é rara entre os passeriformes. Faz uma muda na primavera (abril-maio) e outra no outono (outubro-novembro). Supõe-se que as mudas bianuais são favorecidas quando as cargas de ectoparasitas são elevadas, no entanto não se comprovou cientificamente. A Prinia socialis muda algumas remiges duas vezes por ano, no que se denomina muda parcial bianual, porém alguns autores descrevem a P. socialis socialis com duas mudas completas.Ali, S. & Ripley, S. D. (1997). Handbook of the Birds of India and Pakistan. Volume 8 2 ed. Nova Deli: Oxford University Press. pp. 55–60</ref>
Permanecem em pares, mas pousam individualmente nos ramos de pequenas árvores ou arbustos.

### Reprodução

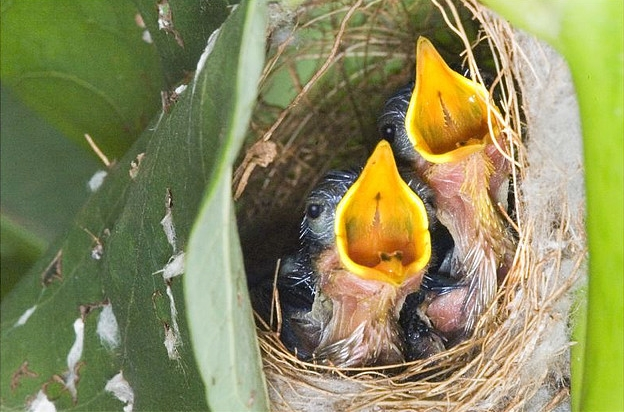
Ninho com juvenis

Constrói o seu ninho perto do solo num arbusto ou em erva alta e põe entre 3 a 5 ovos.
Foram descritos vários tipos de ninhos incluindo um recipiente frágil que é elaborado cosendo várias folhas grandes, uma estrutura alargada tipo bolsa com caules de ervas e uma bola de erva. O ninho habitual é colocado sob um arbusto e consiste em folhas cosidas juntas com telas, forradas com penas tendo a entrada de lado. Os ovos são de forma ovalada algo pontiaguda, que variam de cor vermelha a uma rica cor castanha, sendo alguns mais pálidos, alguns mais escuros. O extremo mais largo do ovo é geralmente mais escuro que o resto da casca. Os ovos têm de 0,6 a 0,68 polegadas de comprimento, e de 0,45 a 0,5 polegadas de largura. Os ovos eclodem em cerca de 12 dias.
A época de reprodução varia com o local e já se registaram crias durante todo o ano, mas sobretudo depois da época das monções. No norte da Índia tal ocorre principalmente de junho a setembro e, no Sri Lanka, principalmente de dezembro a março ou de agosto a outubro. Criam durante maio e junho nos Montes Nilgiri. Supõe-se que a espécie seja monógama e tanto o macho como a fêmea tomam parte na incubação e na alimentação, embora em diferentes graus. Os progenitores podem passar mais tempo no ninho durante os dias frios. Sabe-se que os cucos Cacomantis merulinus e Cacomantis passerinus parasitam os ninhos desta espécie. Quando o ninho é ameaçado por predadores, como gatos, já se observou que os adultos fingem lesões.
Já se observaram casos raros de aves reutilizando material de um ninho para construir outro em novo local.